# Plagiomnium rhynchophorum
Plagiomnium rhynchophorum là một loài Rêu trong họ Mniaceae. Loài này được (Harv.) T.J. Kop. mô tả khoa học đầu tiên năm 1971.